# صالح الطيار
صالح الطيار هو محامي سعودي حاصل علي الدكتوراه في القانون الدولي وعلى وسام جوقة الشرف بدرجة فارس من فرنسا.
ولد وترعرع في المدينة المنورة بالمملكة العربية السعودية عام 1956 م الموافق 1376 هـ

## المولد والنشأة
ولد 1956م/1376 هـ في اسرة متوسطه الحال في المدينة المنورة كان الاخ الأكبر بين سته من الذكور وثلاث من الإناث. لقد رباة والده علي ضيافة الحجاج وزوار المدينة ومتابعه الحجاج والاهتمام بشؤونهم منذ نعومه اظافره. تلقي تعليمه الاساسي بالمدينة المنورة. كان يحلم ان يكون طيار حربي حتي انه تقدم للالتحاق بكلية الملك فيصل الجوية الا ان الله شاء غير ذلك. فقرر السفر الي القاهرة علي نفقته الخاصة لاكمال دراسته بكلية الحقوق وبدا مسيرته في مجال القانون والسياسة مرت بمحططات عديدة بين السعودية ومصر وفرنسا وانجلتر وأمريكا.

## الرحلة في مصر
سافر الي القاهرة علي نفقته الخاصة علي امل دراسه العلوم السياسيه ولكنه قابل الاستاذ حمزه عابد «الملحق الثقافي السعودي» وقدم له النصح بان يسجل بكليه الحقوق.كان تلميذ لمجموعه من اساتذه القانون في مصر «صوفي أبو طالب – رفعت محجوب – احمد فتحي سرور – مفيد شهاب الدين – علي الدين هلال».

درس بجديه للنجاح حيث انتقل ثلاث طلاب سعوديين للسنه الثانية كان هو من ضمنهم، كما  اندمج في مجتمع الطلاب السعوديين وقرر ان يرشح نفسه لرئاسة نادي الطلاب السعوديين في سنته الثالثه ونجح ونفذ اقتراحته وفتح باب الاشتراك للبنات والشباب علي قدم المساواة وفتح ابواب وقاعات النادي للدروس الخصوصية لمساعده اخوانه واخواته ورعايتهم. وعندما تم لومه علي هذا الاختلاط فأجاب
" من اولي برعاية بنات بلدي سوانا، وهن من المتفوقات في مجالاتهن العلمية. وهل من المنطق – ونحن في القاهرة – ان نتركهن وهن اخوات لنا لكي يذهبن الي نوادٍ اخري، أم نرعي معنا اخوات لنا؟.

## الرحلة الي فرنسا
كان من أهم احلامه السفر لاكمال دراسته في فرنسا ولكن كان هناك عائق اللغة الفرنسية. ولكنه ذهب الي مكتب الابتعاث التابع لوزارة التعليم العالي وقابل مدير إدارة الابتعاث الاستاذ «عبد الله الحصين» لكي يساعده في الحصول علي منحة لدراسة الماجستير والدكتوراه في فرنسا ولكن المدير اعتذر واخبره انه هناك شروط لابد من اكمالها اولاً ولكنه قرر الذهاب إلى فرنسا على نفقته الخاصة ثم انضم بعد ذلك للبعثه الرسمية، فقرر وسافر من جده الي باريس عام 1983 م بتاشيره سياحيه.وفر 50 الف فرنك فرنسي من عمله الخاص والتي سوف تكفيه لعام دراسي فقط.و هنا بدات التحديدات الكبيره، دراسه اللغة الفرنسيه والقانون والغربة وتركه لاسرته  ووظيفته ليذهب الي بلد مختلفه تمام في اللغة والدراسة والمناخ والعادات مع سؤال هل سيستطيع النجاح ام لا.فقرر ترك باريس والذهاب الي مدينه رويان الهادئه لدراسه اللغة الفرنسية ثم انتقل الي مدينه رين لدراسه الماجستير والدكتوراه في جامعه رين العريقه وكان الطالب العربي والسعودي الوحيد في مجموعته ثم مرت الايام وقد ناقش بحث الماجستير بعنوان «التحكيم في عقود البترول» بعد ان اجتاز مجموعه من الاختبارات الشفهيه والتحريريه وفي الخامس من أبريل لعام 1987 م  ناقش بحث الدكتوراه بعنوان «القانون الواجب التطبيق علي عقود نقل التكنولوجيا الدوليه» وقد اجتازه بامتياز مع مرتبه الشرف مع توصيه بالطباعة.

## اساتذته
صوفي أبو طالب
رفعت المحجوب
احمد فتحي سرور
مفيد شهاب الدين
علي الدين هلال
جوزيف جوكو

## قالوا عنه
أ.د. مفيد شهاب الدين «يمكن القول بأن الدكتور صالح الطيار كان ولا يزال خير سفير لوطنه ولحضارته العربيه والاسلاميه، يتسم بالجدية والحكمة، ويتسلح بالمنطق السليم والحجة الواضحه، عندما يعرض لقضايا وطنه وعروبته واسلامه»
د. عبد الحسين شعبان «أعتقد أن الدكتور صالح بكر الطيار نجح إلى حدود كبيرة في أن يفتح أبواباً ونوافذ وقنوات جديدة للحوار العربي الأوروبي.. ليس فقط من خلال علاقاته الأكاديمية أو مع النخب الفكرية والثقافية فحسب، وإنما مع النخب التجارية والمالية، وبالتالي مع نخب رسمية وغير رسمية.. وبهذا المعنى ساهم مركز الدراسات العربي الأوروبي- والذي مقره باريس - مساهمة كبيرة في مد جسور بيننا وبين الغرب.».

## مؤلفاته
1.     السعودية وتحديات القرن 21 
2.     المملكة العربيه السعودية ومحاربه الإرهاب 
3.     العقود الدوليه لنقل التكنولوجيا 
4.     الإرهاب الدولي 
5.     الخمينيون والاستخدمات السياسي للحج 
6.      les voies de la réforme dans les pays arabes
7.     سيره ومسيره د.صالح بن بكر الطيار 
8.     شؤون وآراء 

## وظائف وعضويات
1.     مستشار قانوني ومحامي في المملكة العربية السعودية وأوروبا والولايات المتحدة الأمريكية.
2.     رئيس مركز الدراسات العربية الأوروبية / باريس.
3.     عضو المجلس الأعلى لجائزة الأمير سلطان بن عبد العزيز العالمية للمياه.
4.     أمين عام غرفة التجارة العربية الفرنسية.
5.     نائب رئيس المركز العربي للتوفيق والتحكيم التابع للغرفة التجارية العربية الفرنسية.
6.     رئيس منظمة العدل الدولية بباريس.
7.     ممثل - بديل - مجلس الغرف السعودية المكلف بمحكمة التحكيم التابعة لغرفة التجارة الدولية بباريس. (سابقا).

## المشاركات الإعلامية

### برامجه التلفزيونية
1. مداخله في برنامج دنيا المال بقناه العربيه [13]
2. مداخله في برنامج العربيه الليله بالعربيه TV[14]
3. حوار مع صالح بن بكر الطيار أمين عام الغرفة التجارية العربية الفرنسية بفرنسا 24 [15]
4. مداخله في برنامج صباح السعودية بقناه السعودية 1 [16]

## روابط خارجية
- الموقع الرسمي
- مركز الدراسات العربي الأوروبي
- حساب تويتر الرسمي